# 小行星6093
小行星6093（英語：6093 Makoto）是一颗围绕太阳公转的小行星。1990年8月30日，圓舘金、渡邊和郎在北见发现了此天体。
这颗小行星的绝对星等为191.74822等。